# They Go Boom
They Go Boom (Brasil: Companheiros de Quarto ) é um curta-metragem de comédia mudo norte-americano com o atores cômicos Laurel & Hardy, dirigido por James Parrott em 1929.

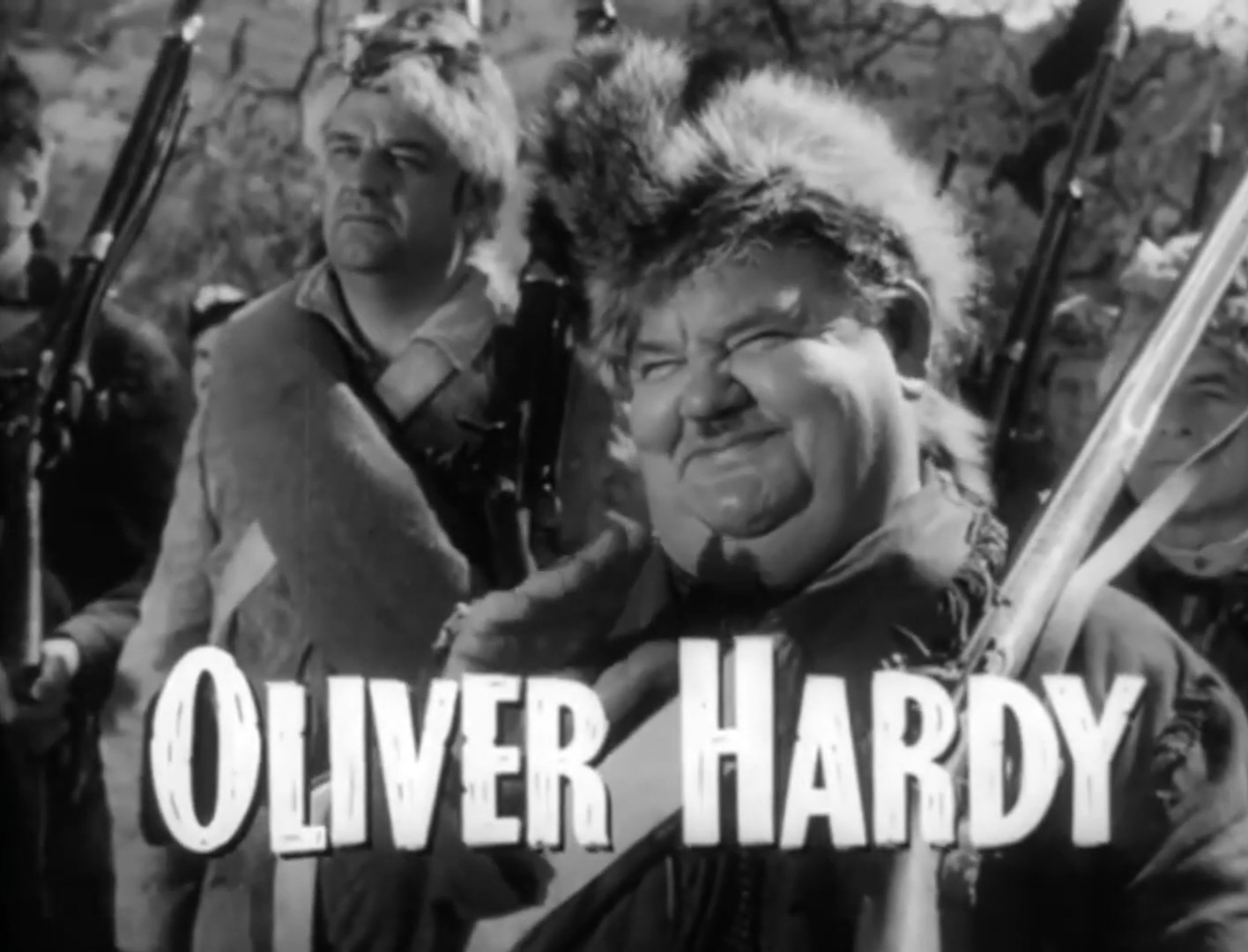
Oliver Hardy